# Shaft (álbum)
Shaft é um álbum duplo de Isaac Hayes, para a Stax Records e lançado pelo selo Enterprise Records como trilha-sonora do filme blaxploitation da Metro-Goldwyn-Mayer de  1971 Shaft. O álbum tem em sua maioria músicas instrumentais compostas por Hayes para a trilha do filme. Apenas três canções contêm vocais: "Soulsville", "Do Your Thing" e "Theme from Shaft". Sucesso comercial e de crítica, Shaft é o trabalho mais conhecido de Hayes e o disco que mais vendeu na Stax.

## Concepção
Hayes se envolveu inicialmente com Shaft na esperança de que o diretor Gordon Parks o chamasse para o elenco do filme, mas não estava ciente de que Richard Roundtree tinha já sido chamado para o papel de John Shaft. Hayes apareceu no filme numa participação especial, mas, muito mais significante, compôs a trilha do filme. Enquanto o filme ainda estava em produção, Parks enviou a Hayes algumas cenas do filme ainda brutas e Hayes escreveu três canções para as cenas: "Theme from Shaft" para a sequência de abertura, "Soulsville" para a cena em que Shaft anda pelo Harlem, e "Ellie's Love Theme" para uma cena romântica.
Impressionada com o resultado, MGM convidou Hayes a compor todo o resto da trilha e o músico passou dois meses trabalhando, entre apresentações ao vivo, na trilha no estúdio da MGM. Uma vez que a trilha estava composta e arrajada, Hayes gravou a sessão rítmica com a banda da Stax, The Bar-Kays, em um dia. As faixas orquestradas foram gravadas no dia seguinte, e os vocais no dia posterior. As canções foram mais tarde regravadas para o álbum no Stax Studios e re-arranjadas em poucos detalhes para as versões do filme.

## Recepção
Na data do lançamento, no verão de 1971, Shaft se tornou o primeiro álbum duplo de estúdio de um artista de R&B. O álbum atingiu o número um da parada The Billboard 200, e passou sessenta semanas na parada. Ambas "Theme from Shaft" e "Do Your Thing" se tornaram singles Top 40 na parada Billboard Hot 100.
Na edição de 1972 do Grammy Awards, "Theme from Shaft" ganhou dois prêmios: Grammy Award para Melhor Engenharia de Som, Não-Clássico e Grammy Award para Melhor Arranjo Instrumental. A trilha do filme ganhou na categoria Melhor Trilha-Sonora. A Associação Nacional de Anunciantes de Televisão e Rádio deu a Shaft seu prêmio Álbum do Ano. Na edição do Óscar naquele ano, Hayes se tornou o primeiro afro-americano a vencer o Óscar em uma categoria que não fosse atuação, quando "Theme from Shaft" venceu o prêmio por Melhor Canção Original.

## Faixas
Todas as canções escritas e produzidas por Isaac Hayes.

### Lado Um
1. "Theme from Shaft" (Vocal Version)  – 4:39
2. "Bumpy's Lament"  – 1:51
3. "Walk from Regio's"  – 2:24
4. "Ellie's Love Theme"  – 3:18
5. "Shaft's Cab Ride"  – 1:10

### Lado Dois
1. "Cafe Reggio's"  – 6:10
2. "Early Sunday Morning"  – 3:49
3. "Be Yourself"  – 4:30
4. "A Friend's Place"  – 3:24

### Lado Três
1. "Soulsville" (Vocal Version)  – 3:48
2. "No Name Bar"  – 6:11
3. "Bumpy's Blues"  – 4:04
4. "Shaft Strikes Again"  – 3:04

### Lado Quatro
1. "Do Your Thing" (Vocal Version)  – 19:30
2. "The End Theme"  – 1:56

## Créditos
- Vocais, teclados, letra e arranjos por Isaac Hayes
- Vocais de apoio por Pat Lewis, Rose Williams e Telma Hopkins
- Instrumentação: The Bar-Kays e The Isaac Hayes Movement
  - Piano elétrico por Lester Snell
  - Baixo elétrico por James Alexander
  - Guitarra por Charles Pitts
  - Guitarra por Michael Toles
  - Bateria por Bernard Purdie
  - Conga por Gary Jones
  - Trompete por Richard "Johnny" Davis
  - Flauta por John Fonville

## Premiações e Parada

### Parada daBillboard

#### Álbum
| Parada           | Posição |
| ---------------- | ------- |
| Billboard 200    | 1       |
| Top Black Albums | 1       |
| Jazz Albums      | 1       |

#### Singles
| Single             | Parada                     | Posição |
| ------------------ | -------------------------- | ------- |
| "Theme from Shaft" | Billboard Hot 100          | 1       |
| "Theme from Shaft" | Black Singles              | 2       |
| "Theme from Shaft" | Adult Contemporary Singles | 6       |

### Grammy Awards
- Shaft
  - Melhor Arranjo Instrumental - (Isaac Hayes)
- "Theme from Shaft"
  - Melhor Engenharia de Som, Não-Clássico - (Dave Purple, Henry Bush, Ron Capone)
  - Melhor Arranjo Instrumental - (Isaac Hayes, Johnny Allen)

## Samples
- "No Name Bar"
  - "Soulja's Story" por 2Pac do álbum 2Pacalypse Now

- "Bumpy's Lament"
  - "Xxplosive" por Dr. Dre do álbum 2001

- "Walk from Regio's"
  - "On the Double" por Grooverider do álbum Mysteries of Funk